# 佐々木和義
佐々木 和義（ささき かずよし、1971年〈昭和46年〉10月15日 - ）は、日本の労働運動家。ドライバーとして働きながらプレカリアートユニオンの執行委員などに就任して活動し、勤務先のスワロートラックが「求人詐欺」をしているなどとして訴訟を起こすが、後に積荷を故意に破損させたことが発覚して解雇される。佐々木が提起した事件は、連合や経団連のメディアなどで紹介された。

## 経歴
東京都江戸川区に本拠を置くスワローグループの子会社、スワロートラックにドライバーとして勤務しながら2014年プレカリアートユニオンに加入。後に執行委員に就任する。
2015年7月31日には、労働条件が求人票と異なる「求人詐欺」の被害を受けたとして、「求人票通りの賃金・手当」の支払いを求めて勤務先のスワロートラックを提訴。11月18日には、所属する羽村営業所の36協定締結のための労働者代表選挙に立候補。
2016年9月15日、提起していた訴訟でスワロートラックと和解し、大幅な労働条件の向上を勝ち取る。
しかし、2020年7月1日、スワロートラックから解雇を通告される。解雇理由は積荷を乱暴に扱い破損させたことなどとされたが、危険な「あおり運転」を行った者も含めて、過去10年間で佐々木以外に解雇された従業員はいなかった。
そのため、佐々木はスワロートラックに再び訴訟を提起して解雇無効の確認などを求め、さらに、組合員を狙い撃ちにした解雇で不当労働行為にあたるとして、プレカリアートユニオンを通じて佐々木自家製の街宣車も駆使した街宣活動やビラ配りを開始するとともに、東京都労働委員会に不当労働行為救済申立事件を提起するが、2022年1月17日、東京地方裁判所で解雇有効の判決が言い渡される。
判決は、佐々木が「約4分間に渡り継続的に、故意に、本件倉庫内に積まれた積荷を衝突させて崩し、台車を強く床に投げつけ、積み荷等を強く蹴り飛ばし、また、強く放り投げるなどしたものであって、執拗かつ強度な粗暴行為」を起こしたと事実認定。「顧客から預かった商品を損壊することなく輸送するという、運送会社である被告が顧客から当然に最低限求められている業務を遂行不可能にしかねないものであり、顧客に対する被告の信用、体面を著しく失堕させることにもつながるものであることが明らか」であるとし、「相当に悪質な行為」であり、過去にも社内で突然大声を上げるなどの問題を入社以来何度も起こし続けてきたことを考慮すると、スワロートラックが佐々木について「今後も粗暴な言動を繰り返す可能性が高いと考え、改善の可能性がないと判断したことにはやむを得ない」と判断し、佐々木の請求を退けた。佐々木は控訴したが、東京高等裁判所は佐々木の控訴を棄却した。
9月20日には、東京都労働委員会も不当労働行為救済申立を棄却する命令を言い渡し、不当労働行為としての事件も敗訴が確定した。
全面敗訴を受けて、プレカリアートユニオンは「スワロートラック（株）でドライバーの労働条件改善に取り組んだ意義は変わらない」などとする声明を発表したが、佐々木は「ドライバーに戻れないと死んでしまう」などとツイッターで発信しながら、工場労働者に転身して食いつないでいたという。